# Actinastrum
Actinastrum — рід переважно прісноводних одноклітинних еукаріотів, вперше описаний Густавом Лагерхаймом у 1882 році .
З 2002 року дослідження показали, що Actinastrum є сестрою або підгрупою Chlorella, роду зелених водоростей Charophyte з родини Chlorellaceae.